# 同位体
同位体（どういたい、英: isotope；アイソトープ）とは、同一原子番号を持つものの中性子数（質量数 A - 原子番号 Z）が異なる核種の関係をいう。この場合、同位元素とも呼ばれる。歴史的な事情により核種の概念そのものとして用いられる場合も多い。
同位体は、放射能を持つ放射性同位体 (radioisotope) とそうではない安定同位体 (stable isotope) の2種類に分類される。
　

## 概要
同位体の表記は、核種の表記と同様に、元素名に続けて質量数を示すか、元素記号の左肩に質量を付記し、例えば炭素14あるいは 14C のように表される。ただし現在は水素の同位体に限り、固有の記号で表される核種もある。重水素 (2H Deuterium) は D または d、三重水素 (3H Tritium) は Tである。例として重水の化学式は D2O と表す。かつてはラドンの同位体に関して、ラドン220 (220Rn) はトロン Tn 、ラドン219 (219Rn) はアクチノン An という固有の名称および記号が与えられており、現在でも温泉科学など特定の分野で慣用的に用いることがある。
同一元素の同位体においては、電子状態が同じであるため化学的性質は同等である。しかし質量数は異なるため、結合、あるいは解離反応の速度などに微小な差が現れる（速度論的同位体効果参照）。特に質量が2倍差、3倍差となる水素の同位体では、軽水と重水のように顕著な物性の違いとなる。また、核スピンの値や、中性子吸収断面積など、原子核の性質は同位体核種ごとに異なる。
同位体を製造する方法としては、核合成により直接合成する方法と、同位体分離と言われる同位体を天然中の物質から分離する方法とがある。kg単位以上の同位体を製造する場合は同位体分離で行われる。
同位体分離は、同位体の蒸気圧などの微小な物性差や質量差を利用して行われる。同位体分離には、蒸留分離、拡散分離、遠心分離、レーザー分離といった方法がある。水素は最も大きく速度論的同位体効果が現れる為に重水素を濃縮する場合は、水の電気分解の速度差が利用されている。安定同位体においては、ホウ素10、酸素18が日本国内で製造されている。また、ウランを核燃料として使うにあたり、核分裂しやすいウラン235の濃度を高めるウラン濃縮が行われるが、これも同位体分離である。

## 同位体比
自然界における同位体の存在比を同位体比(天然存在比)という。太陽系内の物質の同位体比は、放射性物質の影響および同位体効果を除くと、極めて一様である。これは太陽系誕生時に、物質が高温で熱せられ拡散したことにより、それ以前に各物質が保有していた固有の同位体比が平均化されたためと考えられている。
原子量が整数からかけ離れている元素は複数の同位体（核種）からなり、その比率もまばらであることが多い。例えば塩素の原子量は約35.5であるが、これは塩素の同位体である塩素35と塩素37の存在比がおよそ3:1なためである。これを一般化するとn個の同位体Iiからなる元素の原子量Awは
{\displaystyle A_{w}=\sum _{i=1}^{n}p_{i}I_{i}}
で与えられる。
ただし例外的に、太陽系物質ではありえない同位体比をもった粒子が、原始的な隕石から発見されており、それらは、超新星爆発や赤色巨星星周など太陽系外に起源を持ち、原始太陽系の高温時代を生き残った粒子だと考えられている。
また太陽系内の物質であっても、同位体効果などにより、パーミルのオーダー (0.1%=1‰) では同位体比にも差がある。その差異を分析することにより、試料の起源、変遷を探ることができるため、後述する地球惑星科学の分野などで同位体比の測定が活用されている。例えば、はやぶさが持ち帰った試料も、希ガスの同位体測定により、その起源が解析されている。
地球上においても、閉じた系の内部では放射性同位体の崩壊などにより年月を経て同位体比は変化する。これを利用したのが放射性炭素年代測定である。
同位体比の測定には、主に質量分析法が用いられ、NMRや赤外分光法が活用されることもある。星雲などの宇宙空間の物質の同位体比を測定するには、電波観測や赤外線観測が利用される。

## 同位体標識化合物
製造された各同位体は、用途に合わせて目的化合物に取り入れて利用する。このことを、同位体標識といい、同位体標識された化合物を同位体標識化合物（正式には同位元素標識化合物）という。単に「マークする」や、化合物を称してマーカーと呼ぶことも多い。
同位体標識化合物の名称は、化学名の後に、標識部位、標識核種名が続く。例えば、化学式13CH3COOHの酢酸は酢酸-2-13Cとなり、化学式CH313COOHの酢酸は酢酸-1-13Cと、化学式13CH313COOHで部位の特定が必要ない場合は、酢酸-13C2 と表される。また、同位体標識化合物ごとのCAS登録番号も存在する。
同位体標識化合物の合成は、特にその分子の一部分の原子だけを標識する場合、その化学合成による標識は非常に困難である。

## 利用方法
ポジトロン断層法（PET診断）
ガン診断に用いられるポジトロン断層法の試薬には、放射性同位体フッ素18（半減期約108分）で標識した18F-FDGが用いられている。またその原料として、酸素の安定同位体、酸素18原子で標識した水-18O（重酸素水 H218O）が製造されている。
NMR分光法
核磁気共鳴は核種に依存した測定法であるため、溶媒の水素原子による妨害を避けるために重水素化した溶媒を用いる、複雑な高分子の分析に際して、一部の原子を同位体で標識する、などの手法がある。
地球惑星科学
前述の通り、地球惑星科学の研究分野では、物質の同位体比を質量分析器で測定することにより、物質の起源、変遷の解析や、年代測定を行うことができる。そこから、地球の古環境やマントルなどの地球深部の物質の移動などが解き明かされてきた。
熱電変換素子
太陽系の小惑星帯よりも外側で活動する惑星探査機では、太陽電池では電力が不足するという理由で原子力電池として利用される。これは放射性核種の原子核崩壊の際に発生するエネルギーを熱源として熱電変換素子により電力に変換する仕組みである。
代謝測定
重水、水-18Oあるいは13Cで標識した試薬を生体内に投入すると、生体内で代謝が進むことにより、呼気や尿などから 13C, 18O, 重水素 (D) を天然存在比よりも多く含んだ二酸化炭素や水分などが採取できる。この採取した物質の同位体比を測定することにより、生体内の代謝状況を解析できる。この安定同位体を用いた代謝測定の技術は、胃内にその存在の有無が確認できるピロリ菌の呼気検査や、エネルギー代謝測定が不可欠な肥満科学やスポーツ科学などに利用されている。
同様に、炭素の放射性同位体で生成した二酸化炭素をマーカーとして代謝測定することは、動物のみならず、植物の光合成に関する試験等でも用いられる。
ホウ素中性子捕捉療法 (BNCT)
ホウ素の同位体10Bの原子核に中性子を照射すると、核反応により高エネルギーのリチウムの同位体7Li原子核とヘリウム4He原子核を放出する。そこで、このホウ素10を特定の化合物に標識しガン細胞に選択的に取り込ませると、ガン細胞を選択的に中性子照射により破壊することができる。このガン治療法をホウ素中性子捕捉療法 (Boron Neutron Capture Therapy, BNCT) といい、日本国内では京都大学複合原子力科学研究所の京大炉 (KUR)、武蔵工業大学原子力研究所の武蔵工大炉(MITRR)、日本原子力研究開発機構のJRR-4の3箇所に実施できる施設があったが、2018年5月時点で利用可能な施設は京大炉 (KUR) のみである（武蔵工大炉は既に廃炉であり、JRR-4も廃炉予定（2017年6月に廃止認可）である。京大炉は福島第一原子力発電所事故の影響で研究用原子炉にも安全対策の強化が求められたことから2014年5月26日の定期検査入りをもって運転停止中であったが、新規制基準に対応する工事を終え、2017年8月29日に再稼働した。）。BNCTの課題として、中性子源に原子炉が必要ということで、汎用性に乏しかったが、NEDO-PJに参加する京都大学・森義治教授が、原子炉を使わずに中性子線を発生する小型加速器（百平方メートル程度の大きさ）のアイデアを2006年イタリアで開かれた国際学会で発表した。2013年には住友重機械工業が福島県の一般財団法人脳神経疾患研究所からBNCTシステムを受注し、世界初の院内設置型BNCTシステムとして2016年の治験開始、2018年の治療開始を目指している。
安定同位体比による食品産地分析
安定同位体として、水素1Hの同位体2H、炭素12Cの同位体13C、窒素14Nの同位体15N、酸素16Oの同位体17O、18Oがそれぞれ存在していることを利用し、食品の生育環境・地理学上の違いを判断するもの。
標準となる物質に安定同位体が存在する割合（炭素なら、12Cに対する13C）と、サンプルの安定同位体が存在する割合を比較し、どの程度ずれているかを示す値を、安定同位体比（炭素なら、δ13C - デルタ13C）で示す。単位は%（パーセント、百分率）ではなく‰（パーミル、千分率）で、正の値を取るとき、標準となる物質よりもサンプルの方に重たい同位体が多いことを示す。
標準となる物質は、水素と酸素は世界標準平均海水SMOW (Standard Mean Ocean Water（英語: Standard Mean Ocean Water）) を、炭素は矢石化石（ベレムナイト化石のPDB (Pee Dee Belemnite)）を、窒素は空気（大気）を、それぞれ用いている。
コシヒカリの産地判別、豚肉の産地判別、果汁やはちみつへの異性化糖添加やはちみつの産地判別などが報告されている。
また同じ原理を覚醒剤のプロファイリングに応用し、密造地の特定に結び付ける研究も行われている。
安定同位体比による水圏の物質循環の解析
栄養段階が一つ上がるにつれて炭素安定同位体比 δ13C、窒素安定同位体比 δ15Nが濃縮されることが示されており、これを用いて栄養起源や栄養段階の推定に使用される。また、陸上起源の有機物は δ13C、δ15Nが低いことを指標とした水圏での起源の推定、懸濁態有機炭素の低い δ13Cを指標として湿地由来有機物の供給時期及び寄与率の推定、湖沼水中の栄養塩の起源の推定などに使用されている。